# Leonardo Jardim
José Leonardo Nunes Alves Sousa Jardim (ur. 1 sierpnia 1974 w Barcelonie) – portugalski trener piłkarski wenezuelskiego pochodzenia.

## Kariera trenerska
Swoją karierę trenerską Jardim rozpoczął w klubie AD Camacha, gdzie w latach 2001–2003 był asystentem, a w latach 2003–2008 pierwszym trenerem. W 2008 roku został zatrudniony w GD Chaves. W sezonie 2008/2009 poprowadził Chaves do awansu do drugiej ligi portugalskiej. Po tym sukcesie został trenerem SC Beira-Mar, z którym awansował z drugiej do pierwszej ligi w sezonie 2009/2010.
W 2011 roku Jardim został szkoleniowcem SC Braga, w którym zastąpił Domingosa. W sezonie 2011/2012 zajął z Bragą 3. miejsce w lidze.
5 czerwca 2012 Jardim podpisał dwuletni kontrakt z Olympiakosem. Na stanowisku pierwszego trenera zastąpił Ernesto Valverde. 19 stycznia 2013 roku został zwolniony, pomimo że jego podopieczni prowadzili w lidze z przewagą dziesięciu punktów.
W maju 2013 roku został ogłoszony nowym trenerem Sportingu.

## Sukcesy

### Trenerskie
A.D. Camacha
- AF Madeira Cup: 2003–04

Beira-Mar
- Segunda Liga: 2009–10

Olympiacos
- Superleague Ellada: 2012–13
- Puchar Grecji: 2012–13

Sporting CP
- Wicemistrzostwo Portugalii (1x):2013/2014

AS Monaco
- Ligue 1 2016/17

Indywidualne:
Menadzer roku Ligue 1 2017